# Finiș
Finiș ou Várasfenes en hongrois, est une commune roumaine du județ de Bihor, en Transylvanie, dans la région historique de la Crișana et dans la région de développement Nord-Ouest.

## Géographie
La commune de Finiș est située dans le sud-est du județ, à la limite avec le județ d'Arad, sur la rive gauche du Crișul Negru, dans les Monts Codru, à 3 km au sud de Beiuș et à 65 km au sud-est d'Oradea, le chef-lieu du județ.
La municipalité est composée des cinq villages suivants, nom hongrois, (population en 2002) :
- Brusturi, Papkútfürdo (10) ;
- Finiș, Várasfenes (1 768), siège de la commune ;
- Fiziș, Füzegy (235) ;
- Ioaniș, Körösjánosfalva (743) ;
- Șuncuiș, Beléntessonkolyos (893).

## Histoire
La première mention écrite du village de Finiș date de 1291 sous le nom de Fenes dans les registres de l'évêché d'Oradea.
La légende veut que le village ait été construit par Béla IV, mais il est plus probable qu'il l'ait été sous l'influence du puissant évêque d'Oradea entre 1244 et 1258.
La commune, qui appartenait au royaume de Hongrie, en a donc suivi l'histoire. L'histoire du village est étroitement liée à celle du château Béla, qui fut une importante forteresse hongroise.
Le village est détruit au XVIIIe siècle.
Après le compromis de 1867 entre Autrichiens et Hongrois de l'empire d'Autriche, la principauté de Transylvanie disparaît et, en 1876, le royaume de Hongrie est partagé en comitats. Finiș intègre le comitat de Bihar (Bihar vármegye).
À la fin de la Première Guerre mondiale, l'Empire austro-hongrois disparaît et la commune rejoint la Grande Roumanie au traité de Trianon.
En 1940, à la suite du deuxième arbitrage de Vienne, elle n'est pas annexée par la Hongrie et reste sous la souveraineté roumaine.

## Politique
| Période                                  | Période  | Identité | Étiquette        | Qualité |
| ---------------------------------------- | -------- | -------- | ---------------- | ------- |
| Les données manquantes sont à compléter. |          |          |                  |         |
| 2008                                     | En cours | Ioan Man | PNG-CD, puis PSD |         |

| Parti | Parti                                      | Sièges |
| ----- | ------------------------------------------ | ------ |
|       | Parti social-démocrate (PSD)               | 6      |
|       | Parti national libéral (PNL)               | 4      |
|       | Union démocrate magyare de Roumanie (UDMR) | 3      |

## Religions
En 2002, la composition religieuse de la commune était la suivante :
- Chrétiens orthodoxes, 42,17 % ;
- Réformés, 33,82 % ;
- Grecs-Catholiques, 10,49 % ;
- Pentecôtistes, 9,37 % ;
- Baptistes, 2,05 % ;
- Catholiques romains, 0,63 % ;
- Adventistes du septième jour, 0,35 %.

## Démographie
La commune a compté une majorité de population hongroise jusqu'après la Seconde Guerre mondiale. De nos jours, seul le village de Finiș a toujours une majorité hongroise.
En 1910, à l'époque austro-hongroise, la commune comptait 2 106 Hongrois (56,63 %) et 1 458 Roumains (39,20 %).
En 1930, on dénombrait 2 184 Hongrois (53,93 %), 1 799 Roumains (44,42 %), 69 Roms et 5 Allemands.
En 1956, après la Seconde Guerre mondiale, 2 124 Roumains (49,78 %) côtoyaient 2 090 Hongrois (48,98 %) et 40 Roms (0,94 %).
En 2002, la commune comptait 1 941 Roumains (53,19 %), 1 358 Hongrois (37,21 %), 343 Roms (9,39 %) et 6 Allemands (0,16 %). On comptait à cette date 1 141 ménages et 1 243 logements.
| 1880  | 1890  | 1900  | 1910  | 1920  | 1930  | 1941  | 1956  | 1966  |
| ----- | ----- | ----- | ----- | ----- | ----- | ----- | ----- | ----- |
| 2 354 | 2 890 | 3 250 | 3 719 | 3 713 | 4 050 | 4 083 | 4 267 | 4 310 |

| 1977  | 1992  | 2002  | 2007  | - | - | - | - | - |
| ----- | ----- | ----- | ----- | - | - | - | - | - |
| 4 057 | 3 683 | 3 649 | 3 681 | - | - | - | - | - |

## Économie
L'économie de la commune repose sur l'exploitation des forêts et la transformation du bois, l'agriculture et l'élevage.

## Communications

### Routes
Finiș est situé à trois kilomètres de la route nationale DN76 (Route européenne 79) Oradea-Deva.

### Voies ferrées
La gare la plus proche est celle de Beiuș.

## Lieux et monuments
- Finiș, ruines du château médiéval de Béla (XIIIe siècle).
- Finiș, église orthodoxe datant de 1848[6].
- Finiș, église réformée du XIXe siècle.
- Fiziș, église orthodoxe datant de 1812[6].